# راکونیجی
راکونیجی (به ایتالیایی: Racconigi) یک کومونه در ایتالیا است که در استان کونیو واقع شده‌است. راکونیجی ۴۸٫۰۳ کیلومتر مربع مساحت و ۹٬۸۸۶ نفر جمعیت دارد و ۲۶۰ متر بالاتر از سطح دریا واقع شده‌است.

## خواهرخوانده
شهر Bonneville خواهرخواندهٔ راکونیجی هست.